# Arrondissement de Haabersti
L’arrondissement de Haabersti (estonien : Haabersti linnaosa) est l'un des huit arrondissements de Tallinn en Estonie.

## Géographie
Haabersti a une superficie de 18,6 km2.
Haabersti est formé de 12 quartiers (estonien : asum): Astangu, Haabersti, Kakumäe, Mustjõe, Mäeküla, Õismäe, Pikaliiva, Rocca al Mare, Tiskre, Veskimetsa, Vismeistri et Väike-Õismäe.

## Population

### Évolution démographique
Au 1er novembre 2014, Haabersti compte 43571 habitants.
Depuis 2004, l'évolution démographique est la suivante:
| 2004   | 2006   | 2008   | 2010   | 2012   | 2014   | 2016   |
| ------ | ------ | ------ | ------ | ------ | ------ | ------ |
| 37 187 | 38 968 | 39 587 | 41 051 | 42 294 | 43 571 | 44 178 |

| 2018   | 2020   | 2022   | 2024   | - | - | - |
| ------ | ------ | ------ | ------ | - | - | - |
| 45 463 | 46 620 | 46 749 | 50 467 | - | - | - |

### Composition ethnique
| Ethnie      | 2011   | 2011 | 2021   | 2021 |
| Ethnie      | Nombre | %    | Nombre | %    |
| ----------- | ------ | ---- | ------ | ---- |
| Estoniens   | 21915  | 52.6 | 23793  | 50.9 |
| Russes      | 16361  | 39.2 | 18365  | 39.3 |
| Ukrainiens  | 1370   | 3.29 | 1687   | 3.61 |
| Biélorusses | 711    | 1.71 | 730    | 1.56 |
| Finnois     | 253    | 0.61 | 262    | 0.56 |
| Juifs       | 191    | 0.46 | 186    | 0.40 |
| Lettons     | 71     | 0.17 | 117    | 0.25 |
| Allemands   | 46     | 0.11 | 69     | 0.15 |
| Tatars      | 122    | 0.29 | 114    | 0.24 |
| Polonais    | 82     | 0.20 | 77     | 0.16 |
| Lituaniens  | 81     | 0.19 | 112    | 0.24 |
| inconnue    | 44     | 0.11 | 204    | 0.44 |
| autre       | 447    | 1.07 | 1034   | 2.21 |
| Total       | 41694  | 100  | 46750  | 100  |

## Architecture et urbanisme
Haabersti abrite, entre-autres, le Musée estonien en plein air, le Saku Suurhall, le Parc zoologique de Tallinn et le centre commercial de Rocca al Mare.

Vue d'Haabersti.

Le lac Harku est situé à Haabersti.

## Galerie

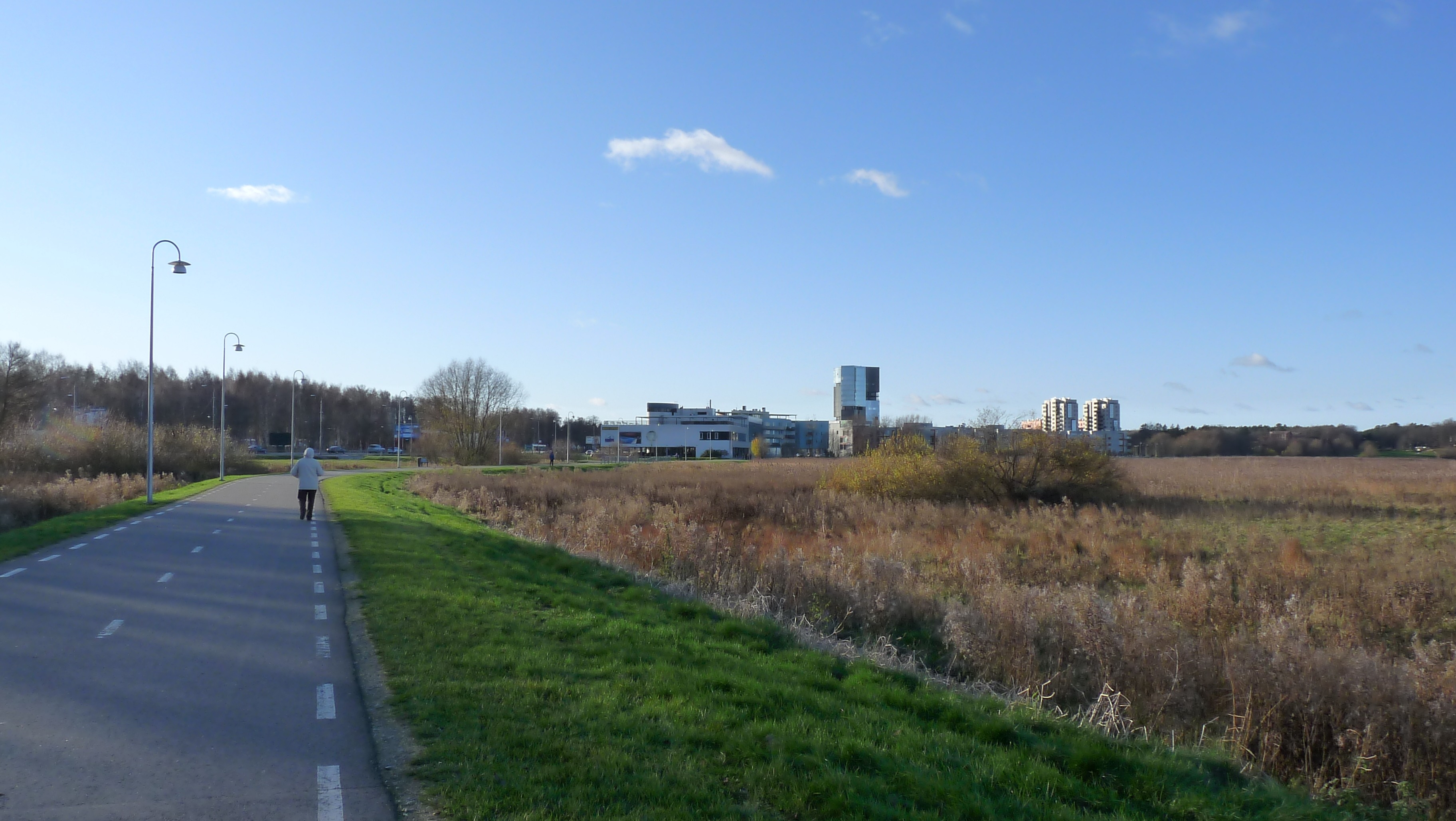
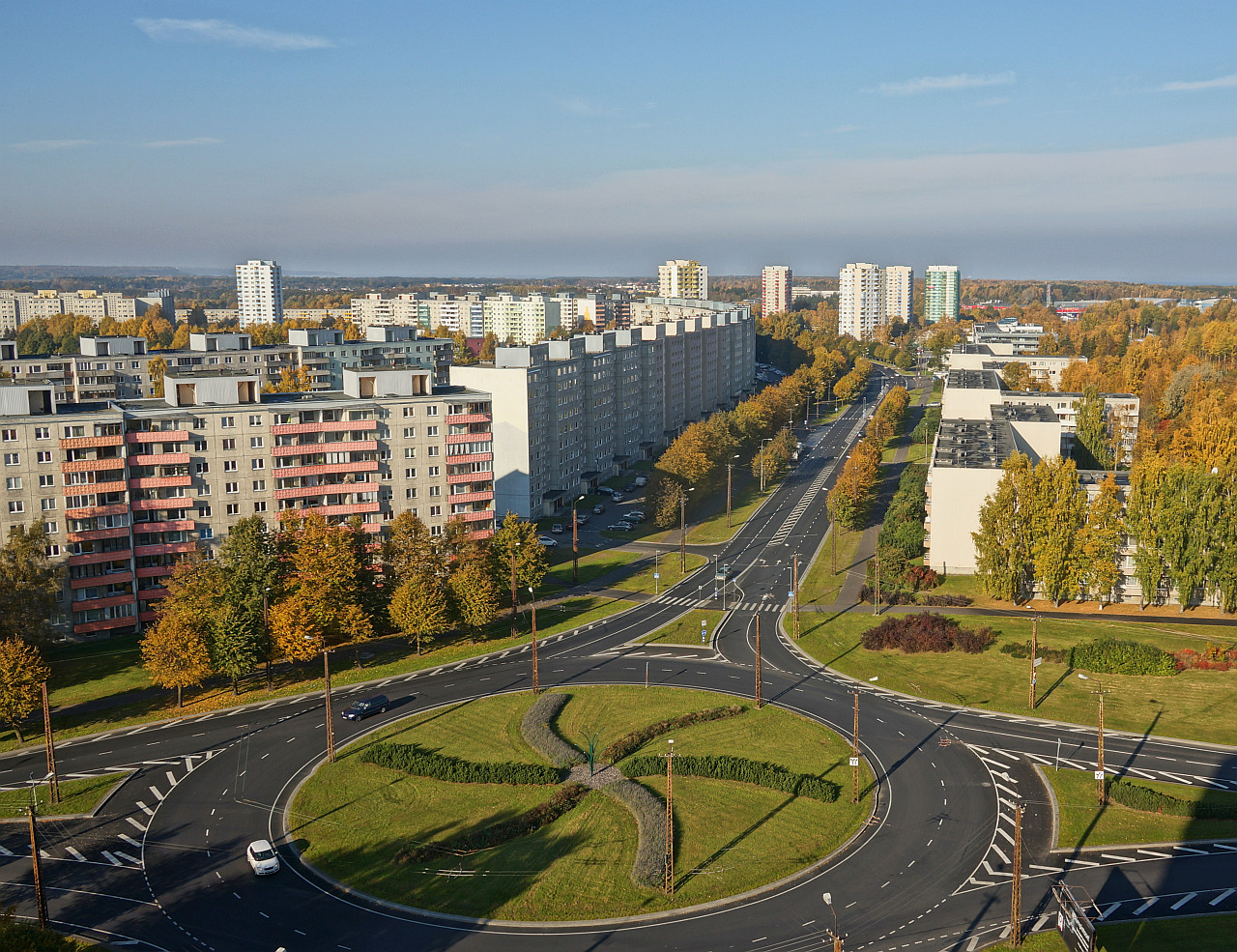
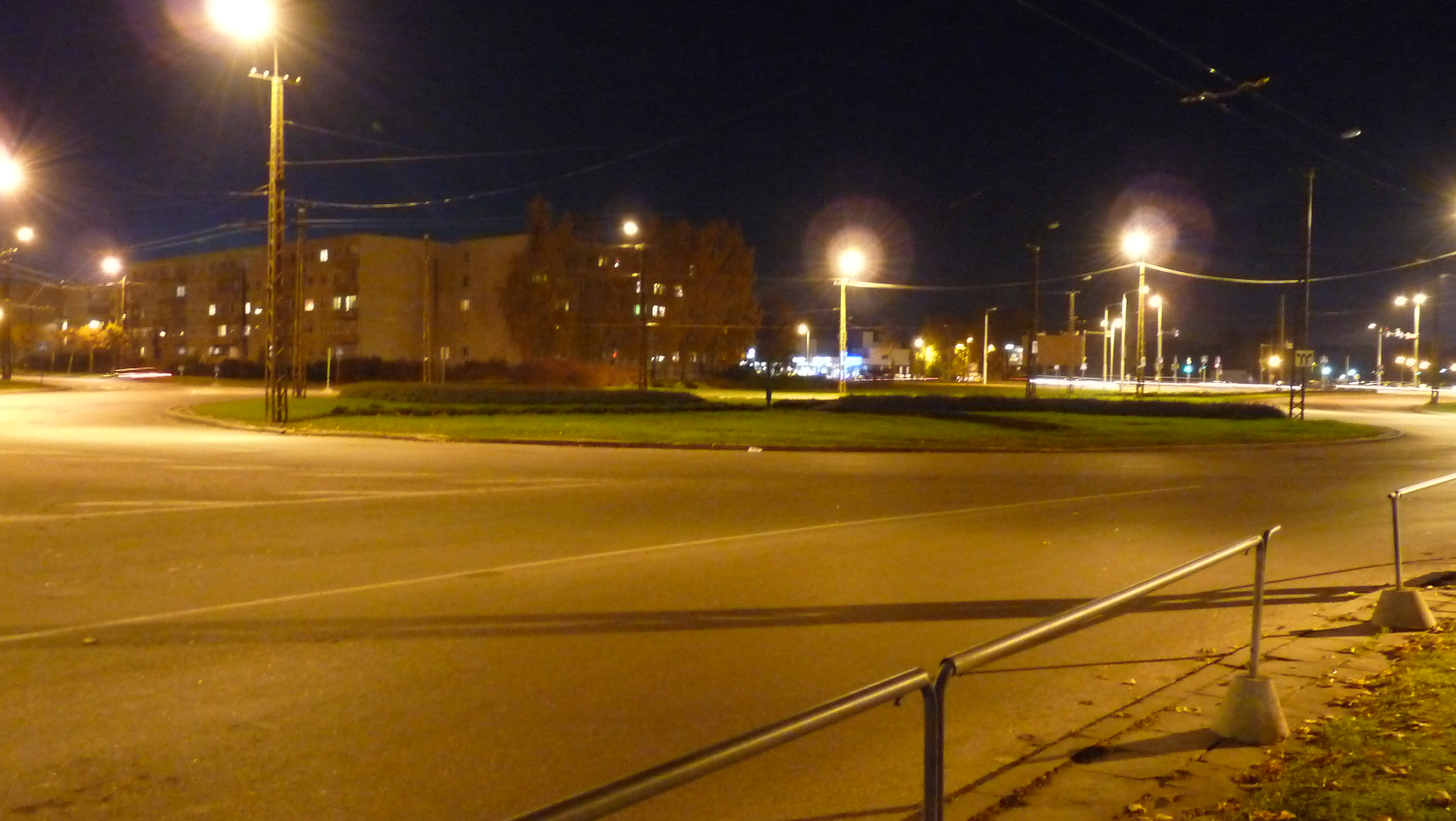
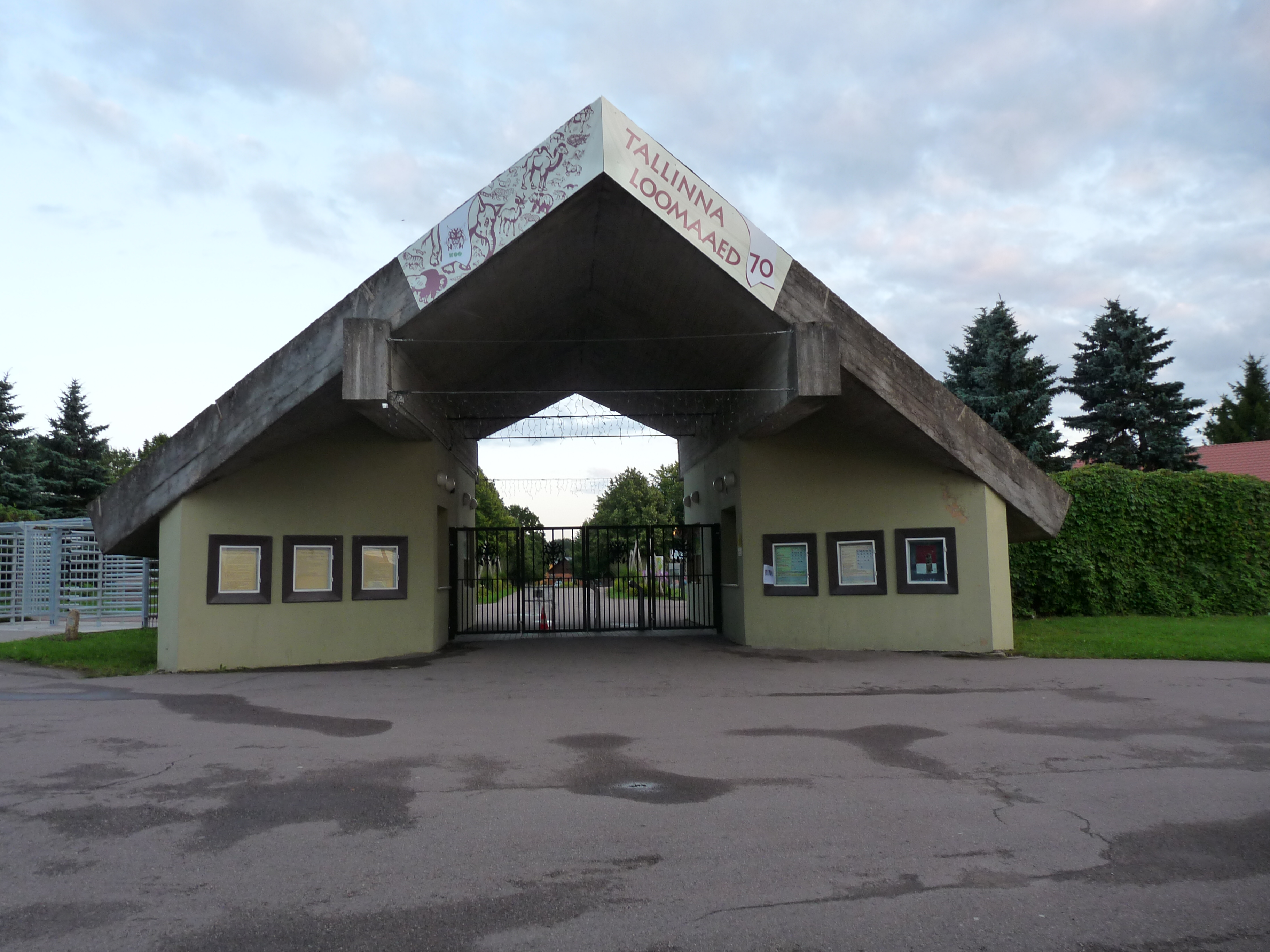

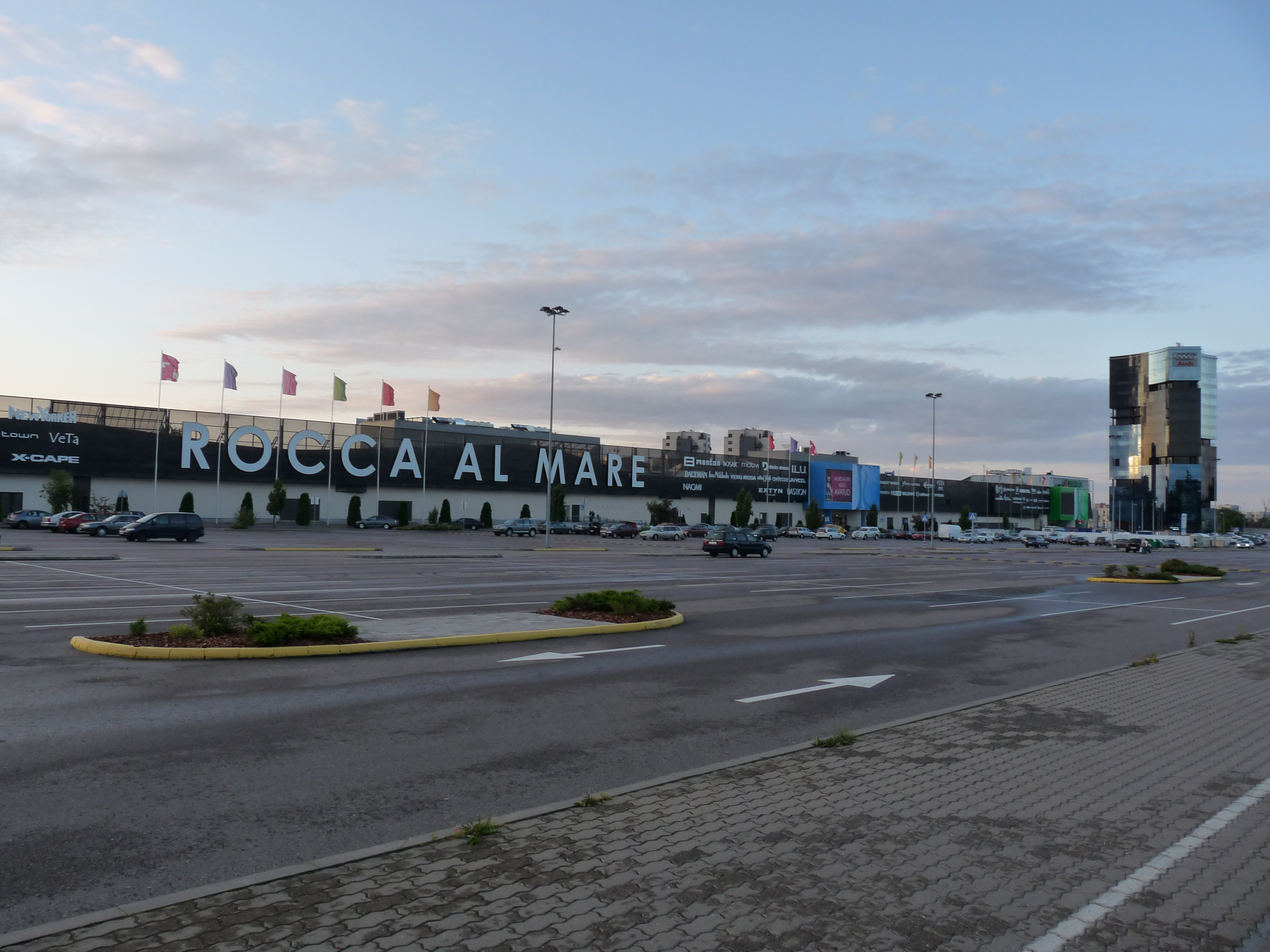
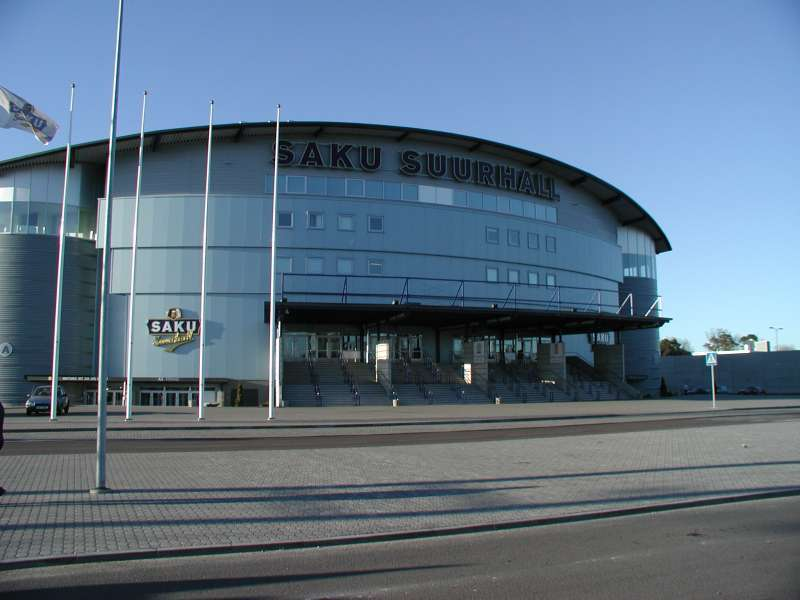
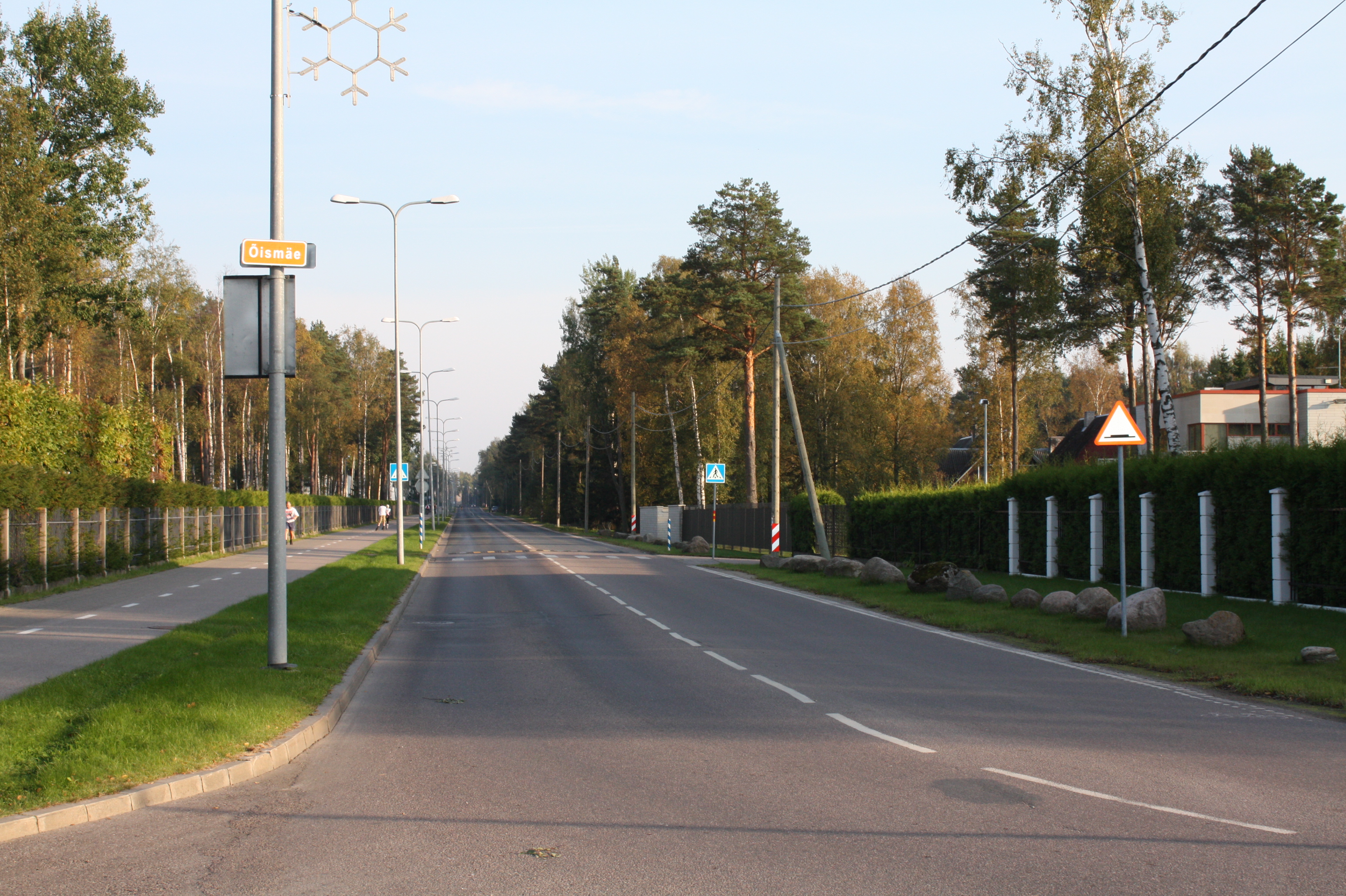
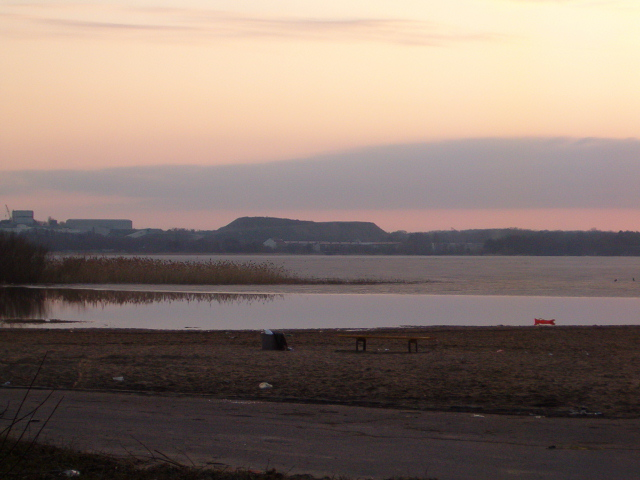